# Eriborus pallipes
Eriborus pallipes är en stekelart som först beskrevs av Brulle 1846.  Eriborus pallipes ingår i släktet Eriborus och familjen brokparasitsteklar. Inga underarter finns listade i Catalogue of Life.